# Жан-Бенуа Шерер
Жан-Бенуа́ Ше́рер (Йоганн-Бенедікт, фр. Jean-Benoît Scherer; 1 вересня 1741, Страсбург — 16 жовтня 1824, Барр) — німецький і французький історик, географ, економіст. Належав до масонської ложі вільних мулярів, мав приятельські стосунки з Каліостро.

## Біографія
Жан-Бенуа Шерер народився у Страсбурзі. Освіту здобув в університетах Страсбурга, Єни і Лейпцига.
Деякий час був аташе французького посольства в Петербурзі.
1808—1824 — професор Тюбінгенського університету.

## Праці

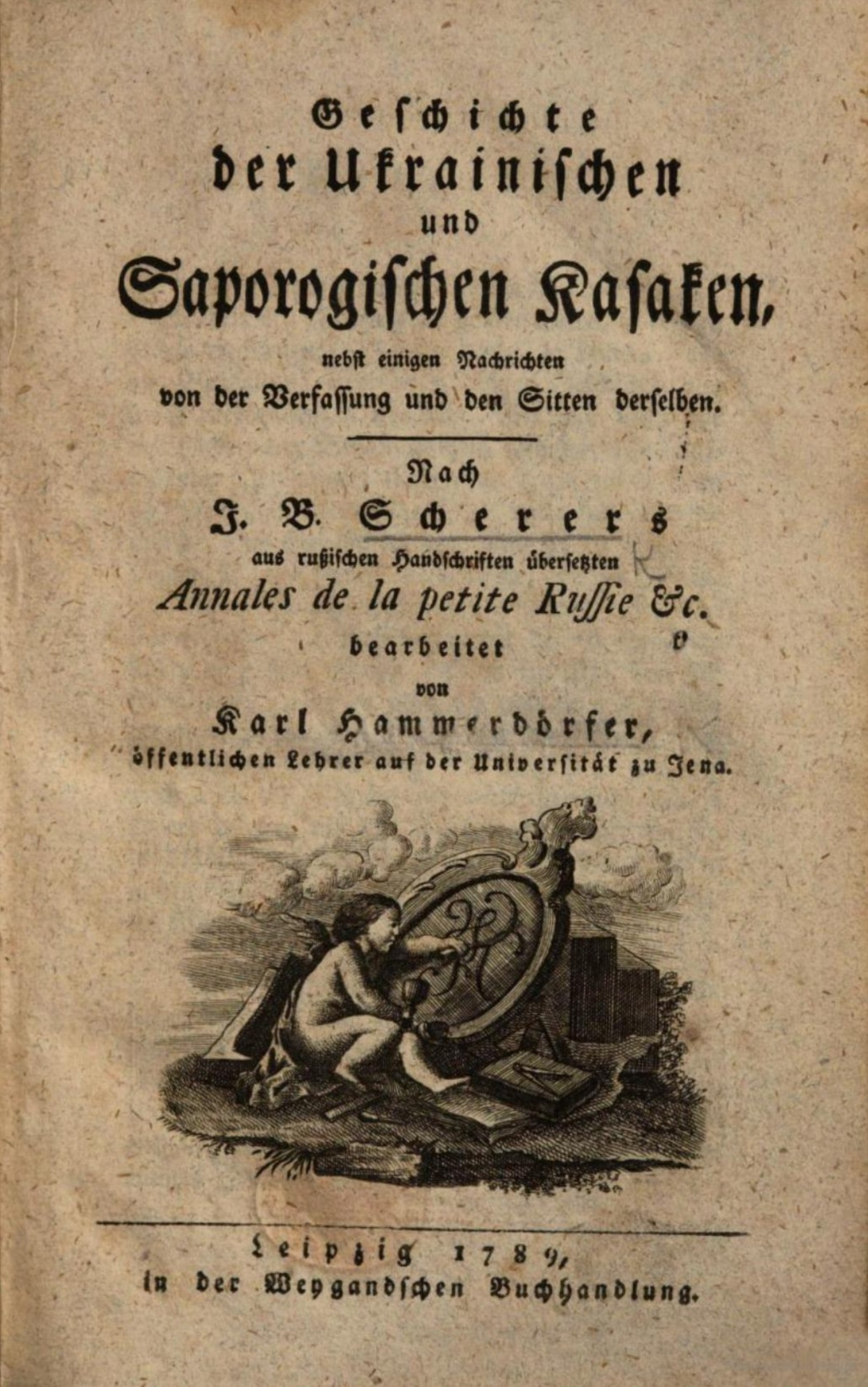
Історія українських і запорізьких казаків, 1789

- 1774 — «Найстаріший руський літопис святого Нестора та його продовжувачів»;
- 1778 — «Історія торгівлі Росії з поясненнями» (з розділом «Торгівля Малоросії, або України»);
- 1788 — «Аннали Малоросії, або Історія запорозьких і українських козаків».

Праця «Аннали Малоросії» була першим у західноєвропейській науці загальним оглядом географії та історії України.

## Жан-Бенуа Шерер про Україну і українців
Із симпатією писав про малоросійський народ (тобто українців), прославляв їхню волелюбність, відзначав заслуги українського військового козацтва в захисті європейської цивілізації від руйнівних нападів кочівників.
У праці «Аннали Малої Росії, або історії запорозьких та українських козаків» пише про
| «славний народ, першопричини якого сягають більш аніж на 800 літ у глибину минувщини». Українців автор характеризує як «людей рослих, сильних, привітних і гостинних, які ніколи нікому не нав'язуються, але і не зносять обмеження власної свободи». Притаманна їм громадсько-політична позиція така — «Перемога або смерть!»[6]. |